# Шварц (Німеччина)
Шварц (нім. Schwarz) — громада в Німеччині, розташована в землі Мекленбург-Передня Померанія. Входить до складу району Мекленбургіше-Зенплатте. Складова частина об'єднання громад Ребель-Мюріц.
Площа — 26,30 км2. Населення становить 362 ос. (станом на 31 грудня 2020).

## Галерея

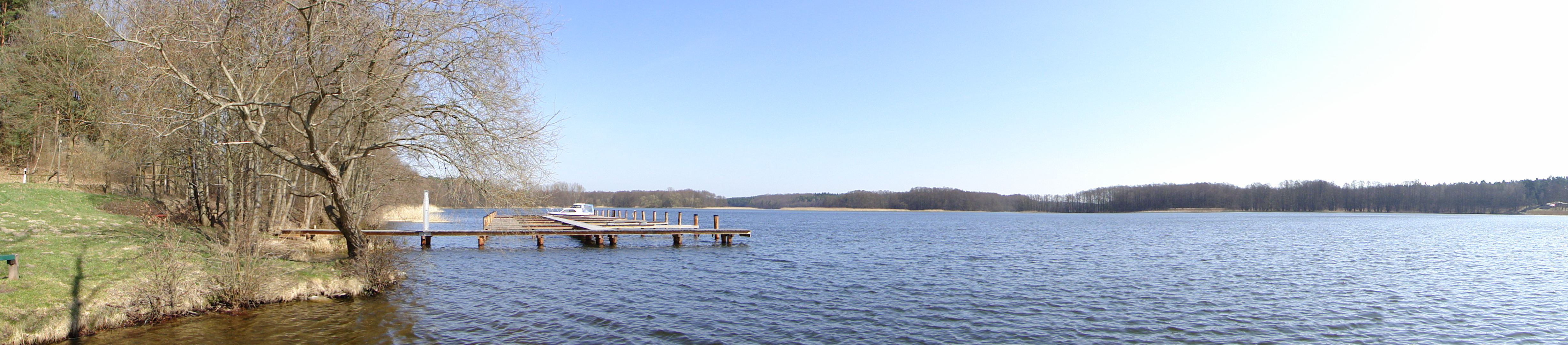
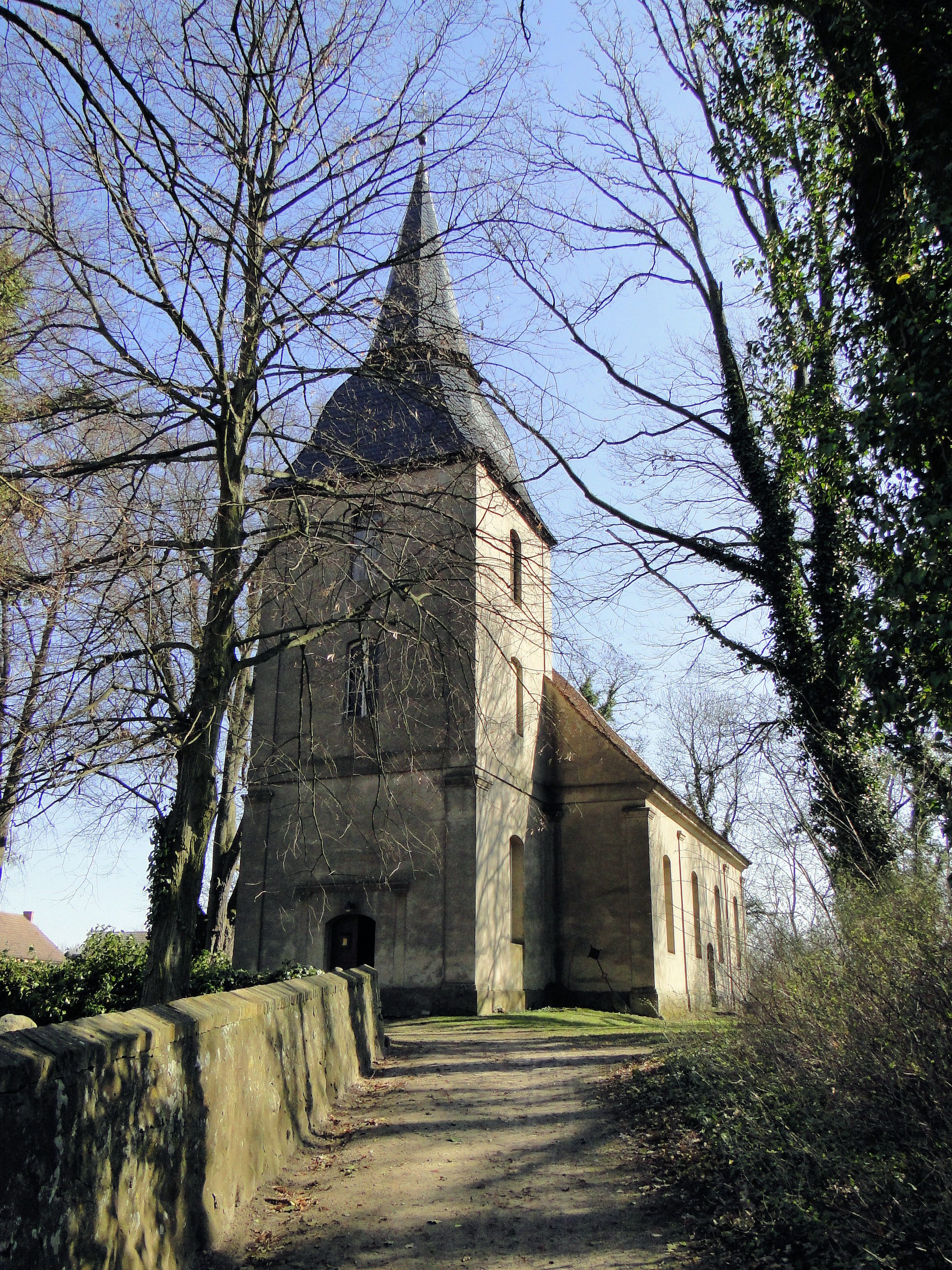
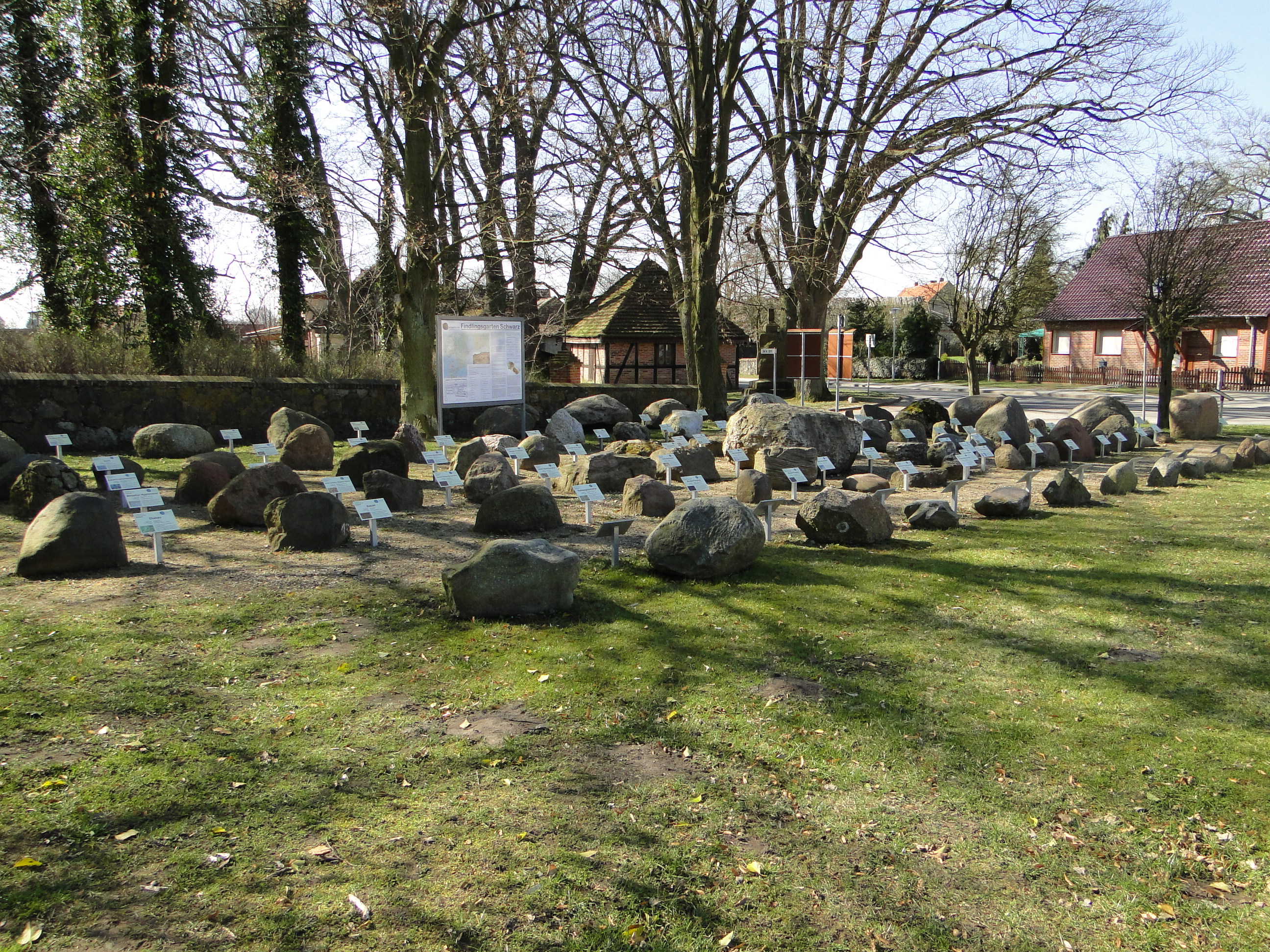